# Monkey Black
莱昂纳多·迈克尔·弗洛雷斯·奥苏纳（英語：Leonardo Michael Flores Ozuna），以其艺名Monkey Black闻名，是多米尼加的一位城市当代音乐家，1986年7月26日生于洛斯米纳，2014年4月30日死于聖阿德里安-德貝索斯。

## 音乐作品
- 《Ultra Mega Universal》 （专辑，未完成）